# Торнийсентміклош
Торнісентміклош (Tornyiszentmiklós) — село в повіті Зала в Угорщині.